# Giuseppe Bruno
Giuseppe Bruno, italijanski rimskokatoliški duhovnik in kardinal, * 30. junij 1875, Sezzadio, † 10. november 1954.

## Življenjepis
10. aprila 1898 je prejel duhovniško posvečenje.
Leta 1923 je bil imenovan za tajnika Papeške komisije za avtentično razlago Zakonika cerkvenega prava; na položaju je bil do leta 1946.
3. julija 1930 je bil imenovan za tajnika Zbora Rimske kurije.
18. februarja 1946 je bil povzdignjen v kardinala in imenovan za kardinal-diakona S. Eustachio.
16. novembra 1949 je postal prefekt Zbora Rimske kurije in 20. marca 1954 prefekt Apostolske signature.